# Zvonimír Šupich
Zvonimír Šupich (1930, Červený Kostelec - 1992) byl český sportovní novinář působící v 60.–80. letech 20. století.

## Život
Narodil se v roce 1930 v Červeném Kostelci na Náchodsku. V padesátých letech se stal redaktorem sportovní rubriky Mladé fronty, v šedesátých až sedmdesátých letech vedl sportovní rubriku Rudého práva. Od konce sedmdesátých let do roku 1991 formoval jako šéfredaktor sportovní týdeník Stadión.

## Veřejné působení
Básně začal psát v 8 letech, později svoji poezii pravidelně publikoval v Mladé frontě a dalším periodickém tisku. Svůj básnický styl a cit pro jazyk si přenesl s noblesou do své novinářské sportovní tvorby. Často byl charakterizován jako český sportovní básník. Byl si velmi blízký s Emilem Zátopkem, hercem Martinem Růžkem nebo spisovatelem Otou Pavlem.
Publikoval tisíce sportovních článků a komentářů. Napsal několik stovek básní a poetických zamyšlení. Vydal několik knih.

## Zajímavost
V období dospívání vedl 1. skautský oddíl v Červeném Kostelci až do zákazu skautingu v roce 1948.